# Параметричне задання поверхні
Клас тривимірних параметричних поверхонь визначається функцією {\displaystyle F(t_{1},\ldots ,t_{k})\colon \mathbb {M} \to \mathbb {R} ^{3}}, що залежить від {\displaystyle k} параметрів та відображає деякий зв'язаний простір {\displaystyle \mathbb {M} } з n-вимірного простору в тривимірний простір таким чином, що це відображення є поверхнею. Ця функція {\displaystyle F} задає клас поверхонь, а набір {\displaystyle k} параметрів — конкретну поверхню з цього класу.
Найбільш практичним є випадок, коли множина {\displaystyle \mathbb {M} } є одиничним квадратом в двовимірному просторі. У цьому випадку параметричну поверхню можна описати так: 

{\displaystyle (x,y,z)=F(u,v)} чи {\displaystyle \left\{{\begin{array}{ccc}x&=&X(u,v)\\y&=&Y(u,v)\\z&=&Z(u,v)\end{array}}\right.\quad }, де {\displaystyle (u,v)\in [0,1]}
Параметричні поверхні широко використовуються в прикладній геометрії та комп'ютерній графіці для представлення складних поверхонь. Коли поверхня параметризована, то її зручно обробляти та відображати.

## Параметризація найпростіших поверхонь
- Площина

Точка {\displaystyle {\vec {O}}} та базис з двох неколінеарних векторів {\displaystyle {\vec {l}}_{1},{\vec {l}}_{2}} в тривимірному просторі визначає площину та відображення на неї двовимірної декартової системи координат. Тим самим визначається {\displaystyle uv}-параметризація площини ({\displaystyle u} і {\displaystyle v} — параметри) : 

{\displaystyle (x,y)={\vec {O}}+u{\vec {l}}_{1}+v{\vec {l}}_{2}}
- Плоский N-кутник

Загалом параметризацію в N-кутнику можна ввести використовуючи систему барицентричних координат.
- Трикутник

Цей найважливіший окремий випадок N-кутника заслуговує особливої уваги. Найбільш поширений спосіб параметризації трикутника — лінійне відображення на нього трикутника з {\displaystyle uv}-простору.
- Сфера

Для параметризації сфери найзручніше використовувати однойменну систему координат:

{\displaystyle \left\{{\begin{array}{ccl}x&=&\rho \cos \varphi \cos \theta \\y&=&\rho \cos \varphi \sin \theta \\z&=&\rho \sin \varphi \end{array}}\right.,\quad \varphi \in \left[-{\frac {\pi }{2}},{\frac {\pi }{2}}\right],\;\theta \in [0,2\pi )}.
- Циліндр

Цілком природно використовувати циліндричну систему координат:
{\displaystyle \left\{{\begin{array}{ccc}x&=&\rho \cos \varphi \\y&=&\rho \sin \varphi \\z&=&h\end{array}}\right.,\quad \varphi \in [0,2\pi )}.

## Криві поверхні
- білінійний інтерполяційний чотирикутник

Впорядкований набір з 4-х точок у просторі {\displaystyle P_{1},\ldots ,P_{4}} визначає  білінійну інтерполяційну поверхню  і задає відображення на неї квадрата {\displaystyle u,v\in [0,1]}: 

{\displaystyle (x,y)=P_{1}uv+P_{2}(1-u)v+P_{3}u(1-v)+P_{4}(1-u)(1-v)}
Ця поверхня є  гладкою, проте неможливість задавати довільні дотичні на її межі робить її практично непридатною як патчі
- Поверхня Безьє

На практиці застосовується переважно два види поверхонь Безьє: бікубічна 3-го порядку — чотирикутник, який визначається 16-ю точками, і барицентрична 3-го порядку — трикутник, який визначається 10 точками. барицентрична система координат у трикутнику містить 3 числа, тому вона не завжди зручна.
Межа поверхні Безьє складається з кривих Безьє. Точки, що визначають поверхню, визначають також криві її межі, включаючи нормалі на них. Це дозволяє створювати гладкі складові поверхні, тобто використовувати поверхні Безьє як патчі.
 Раціональна поверхня Безьє  відрізняється тим, що кожній точці в її визначенні призначений деякий «вагу», що визначає ступінь її впливу на форму поверхні.
- B-сплайнова поверхню

На практиці зазвичай застосовуються Бікубічна B-сплайнів поверхні. Як і поверхні Безьє, вони визначаються 16-ма точками, проте в загальному випадку не проходять через ці точки. Однак B-сплайни зручно використовувати як патчі, оскільки вони добре стикуються один з одним при використанні загальної сітки вершин, а самі вершини дозволяють явним чином задавати нормалі та дотичні на межах патчів.
За необхідності більш гнучкого керування формою поверхні застосовують раціональні B-сплайни, неоднорідні B-сплайни, а також комбінований варіант — неоднорідні раціональні B-сплайни (NURBS).

## Властивості параметричних поверхонь
Нехай {\displaystyle {\frac {D(x,y)}{D(u,v)}}={\begin{vmatrix}X'_{u}&X'_{v}\ \ Y'_{u}&Y'_{v}\end{vmatrix}},\quad {\frac {D(y,z)}{D(u,v)}}={\begin{vmatrix}Y'_{u}&Y'_{v}\ \ Z'_{u}&Z'_{v}\end{vmatrix}},\quad {\frac {D(z,x)}{D(u,v)}}={\begin{vmatrix}Z'_{u}&Z'_{v}\ \ X'_{u}&X'_{v}\end{vmatrix}}}. Тоді:
- Нормаль у точці поверхні визначається виразом:

{\displaystyle {\frac {\left({\frac {D(x,y)}{D(u,v)}};\,{\frac {D(y,z)}{D(u,v)}};\,{\frac {D(z,x)}{D(u,v)}}\right)}{\sqrt {\left({\frac {D(x,y)}{D(u,v)}}\right)^{2}+\left({\frac {D(y,z)}{D(u,v)}}\right)^{2}+\left({\frac {D(z,x)}{D(u,v)}}\right)^{2}}}}}
- Дотична площина в заданій точці може бути описана рівнянням:

{\displaystyle {\frac {D(y,z)}{D(u,v)}}_{u_{0},v_{0}}(x-x_{0})+{\frac {D(z,x)}{D(u,v)}}_{u_{0},v_{0}}(y-y_{0})+{\frac {D(x,y)}{D(u,v)}}_{u_{0},v_{0}}(z-z_{0})=0}
- Площа параметрично заданої поверхні розраховується за формулами:

{\displaystyle \iint \,{\sqrt {\left({\frac {D(x,y)}{D(u,v)}}\right)^{2}+\left({\frac {D(y,z)}{D(u,v)}}\right)^{2}+\left({\frac {D(z,x)}{D(u,v)}}\right)^{2}}}\;\mathrm {d} \,u\mathrm {d} \,v}
Або
{\displaystyle \iint \,\left|[{\dot {r}}_{u}\times {\dot {r}}_{v}]\right|\;\mathrm {d} \,u\;\mathrm {d} \,v}, де {\displaystyle {\dot {r}}_{u}=\left({\frac {\partial x}{\partial u}},\,{\frac {\partial y}{\partial u}},\,{\frac {\partial z}{\partial u}}\right),\quad {\dot {r}}_{v}=\left({\frac {\partial x}{\partial v}},\,{\frac {\partial y}{\partial v}},\,{\frac {\partial z}{\partial v}}\right)}